# Bensafrim
Bensafrim é uma vila portuguesa que foi sede da extinta Freguesia de Bensafrim do Município de Lagos, freguesia que tinha 78,35 km² de área e 1 530 habitantes (2011), donde uma densidade populacional de 19,5 h/km², o que lhe permitia ser classificada como uma Área de Baixa Densidade (portaria 1467-A/2001).
A Freguesia de Bensafrim foi extinta em 2013, no âmbito de uma reforma administrativa nacional, para, em conjunto com a também extinta Freguesia de Barão de São João, formar uma nova freguesia denominada União das Freguesias de Bensafrim e Barão de São João da qual é a sede. Esta medida foi contestada pelas populações e pelos órgãos administrativos locais, tendo a Câmara Municipal de Lagos iniciado em 2021 um processo para a desagregação de ambas as freguesias.
Antes, em 12 de Junho de 2009, a povoação de Bensafrim foi elevada à categoria de vila.
O orago de Bensafrim é São Bartolomeu, sendo a sua festa realizada em Agosto.

## Ligações externas

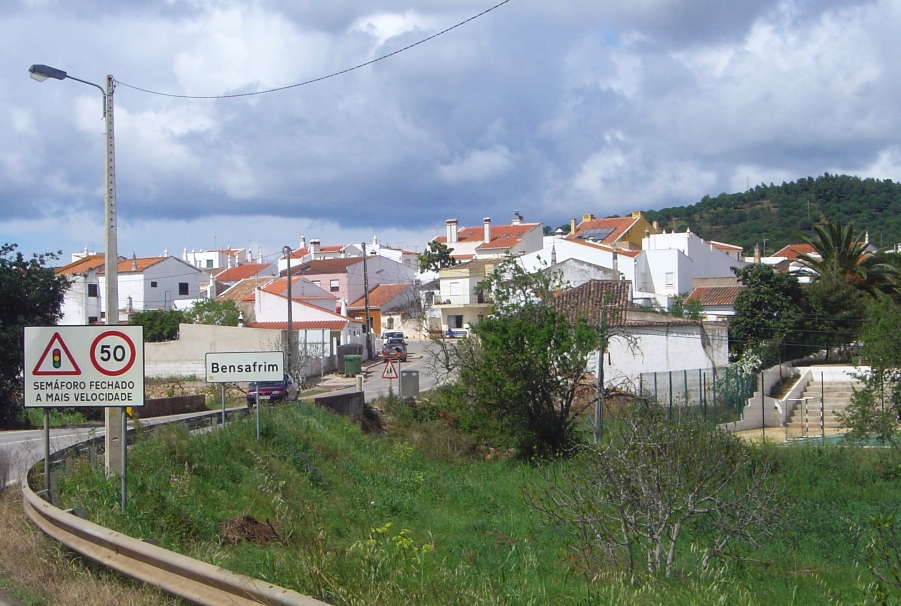
Vista de Bensafrim.

## Etimologia
Segundo Adalberto Alves, no seu Dicionário de Arabismos da Língua Portuguesa, a origem do topónimo Bensafrim é a expressão árabe ben saḥârîn, «filho dos magos».

## Descrição e história
O território da Freguesia de Bensafrim foi habitado desde a pré-história por diversos povos, tendo a ocupação durante este período sido testemunhada por vários menires, dos quais destaca-se o Menir da Cabeça do Rochedo, do neolítico, e em cujas imediações foram encontrados os vestígios de um povoado da Idade do Bronze. Um dos principais monumentos arqueológicos no concelho situa-se também na área de Bensafrim, e consiste na Necrópole da Fonte Velha utilizada durante a Idade do Ferro e o período romano.  Regista-se também a presença de vários vestígios da época islâmica, como silos abertos na rocha, tendo a sua influência ficado patente em vários poços e noras. De acordo com alguns autores, o próprio nome de Bensafrim poderá ser de origem islâmica.
Os documentos mais antigos da paróquia são de 1587, possuindo então uma economia baseada nos produtos típicos, como o figo, amêndoa, mel, cera, gado e carvão. Na área de Bensafrim também chegaram a existir alguns centros para a produção de cerâmica. Em 1758 foram registados 339 habitantes. A forte presença da agricultura como base económica manteve-se até ao século XX, devido ao atraso da freguesia em relação a outros pontos no concelho de Lagos. A estrutura social estava fortemente ligada à religião, com a igreja paroquial e o correspondente pároco como pilares da comunidade.
Em 9 de Janeiro de 1961 foi inaugurado o novo cemitério de Bensafrim, pelo Bispo do Algarve, D. Francisco Rendeiro. Em meados da década de 1970, foi construído o Bairro SAAL de Bensafrim, num dos programas de apoio à habitação lançados após a Revolução de 25 de Abril de 1974. Em 2000 foi inaugurado o edifício do mercado de Bensafrim.
Uma das pessoas de maior relevo na história de Bensafrim foi António José Nunes da Glória (1842 - 1919), que foi o padre da freguesia de 1882 a 1916, prior e presidente da Junta da Paróquia, tendo sido um dos principais impulsionadores para a construção da igreja. Também estudou a Necrópole romana de Fonte Velha. Outras figuras destacadas incluem Manuel Correia Abreu, que foi ali professor entre 1941 e 1942, e Júlio Tropa Mendes, que foi padre na freguesia entre 1964 e 1969.

## Património
- Menir da Cabeça do Rochedo[19]
- Necrópole romana de Fonte Velha

## População
| População da freguesia de Bensafrim | População da freguesia de Bensafrim | População da freguesia de Bensafrim | População da freguesia de Bensafrim | População da freguesia de Bensafrim | População da freguesia de Bensafrim | População da freguesia de Bensafrim | População da freguesia de Bensafrim | População da freguesia de Bensafrim | População da freguesia de Bensafrim | População da freguesia de Bensafrim | População da freguesia de Bensafrim | População da freguesia de Bensafrim | População da freguesia de Bensafrim | População da freguesia de Bensafrim |
| ----------------------------------- | ----------------------------------- | ----------------------------------- | ----------------------------------- | ----------------------------------- | ----------------------------------- | ----------------------------------- | ----------------------------------- | ----------------------------------- | ----------------------------------- | ----------------------------------- | ----------------------------------- | ----------------------------------- | ----------------------------------- | ----------------------------------- |
| 1864                                | 1878                                | 1890                                | 1900                                | 1911                                | 1920                                | 1930                                | 1940                                | 1950                                | 1960                                | 1970                                | 1981                                | 1991                                | 2001                                | 2011                                |
| 1 469                               | 1 942                               | 2 103                               | 2 241                               | 2 417                               | 2 463                               | 2 688                               | 1 912                               | 1 947                               | 1 820                               | 1 516                               | 1 555                               | 1 417                               | 1 533                               | 1 530                               |

;
;
;
;

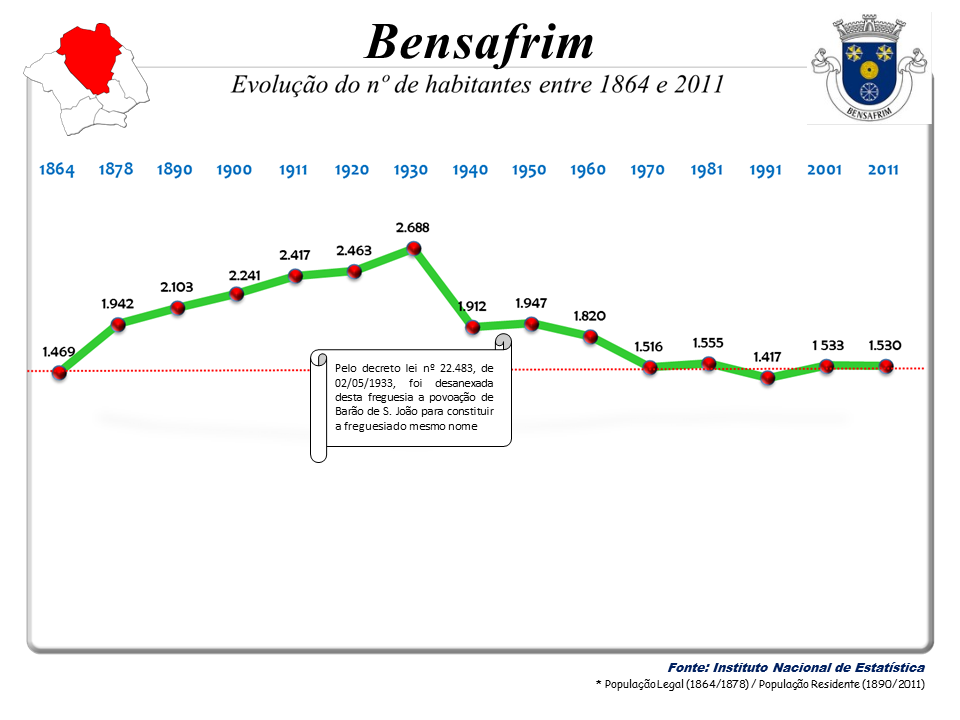
Evolução da População 1864 / 2011

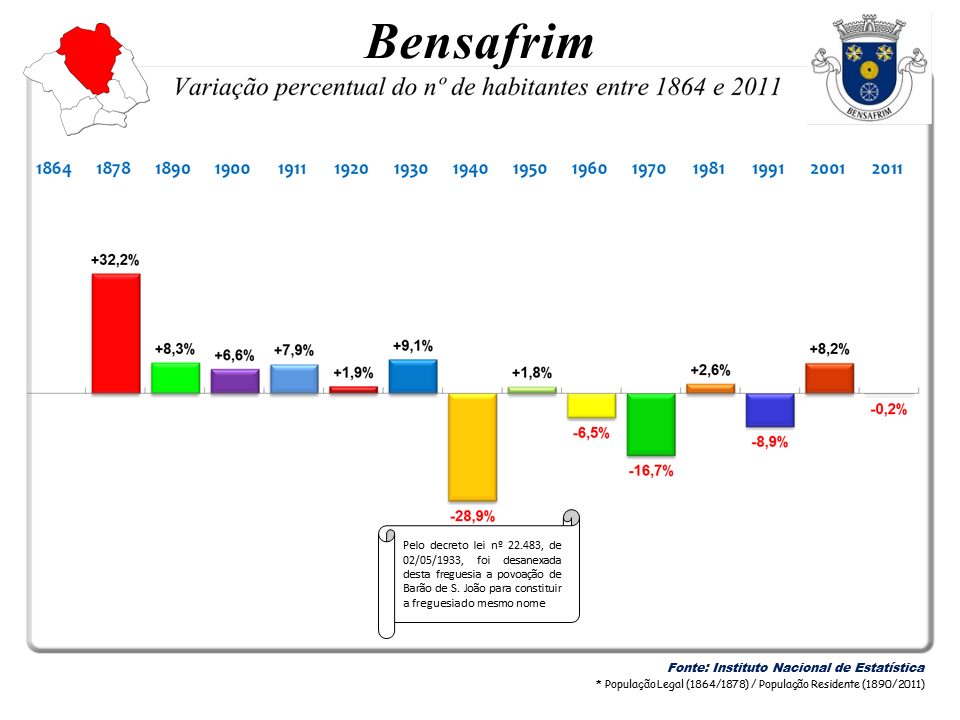
Variação da População 1864 / 2011

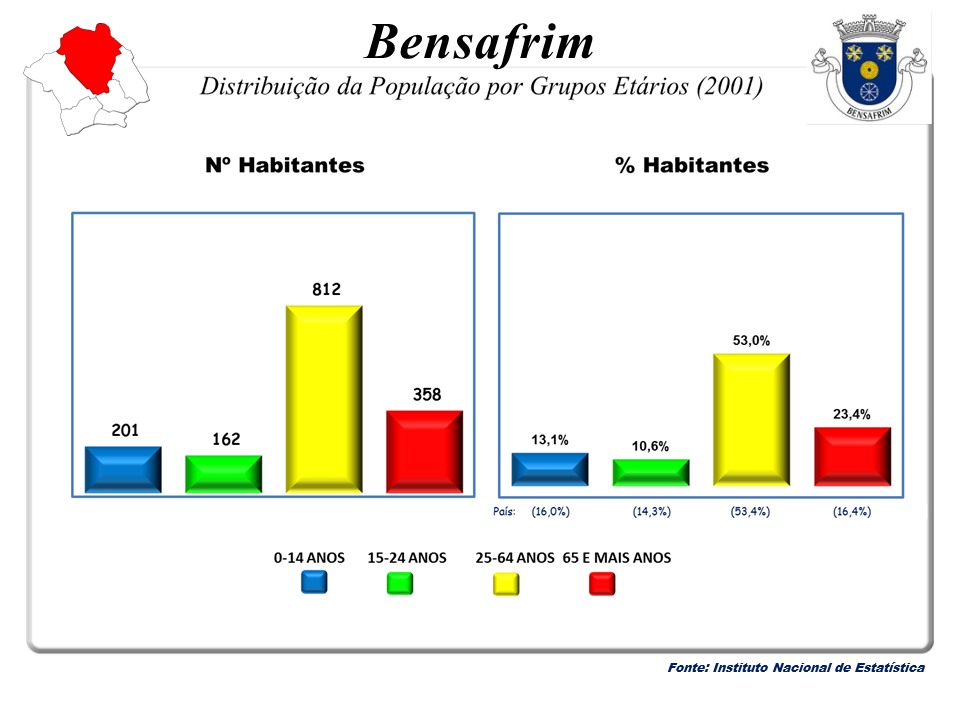
A População em 2001

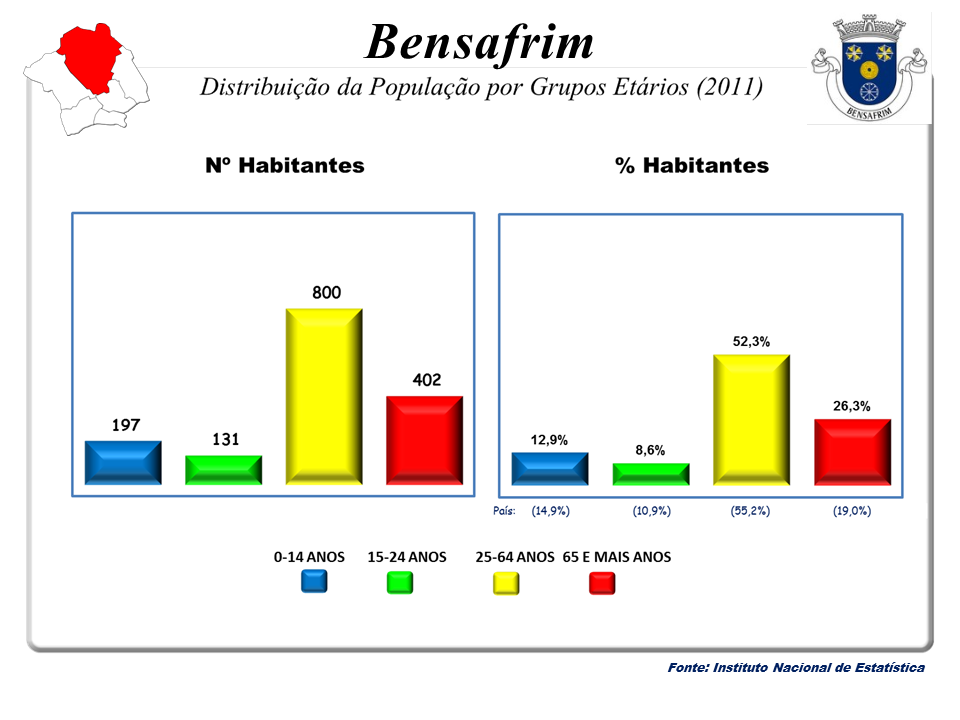
A População em 2011

Pelo decreto lei nº 22.483, de 02/05/1933, foi desanexada desta freguesia a povoação de Barão de S. João para constituir a freguesia do mesmo nome